# كلاي (قصة قصيرة)
كلاي (بالإنجليزية: Clay)‏ قصة قصيرة من تأليف الكاتب الأيرلندي جيمس جويس. نُشِرت القصة للمرة الأولى في عام 1914 مُضمَّنة في مجموعة جويس القصصية «ناس من دبلن» (Dubliners).

## القصة
في القصة ماريا إيسترادا هي امرأة غير متزوجة، تخطِّط لقضاء العطلة بصحبة جو، وهو شاب عملت على تمريضه عندما كان صبياً، ولا زالت تحبُّه بشدة. تغادر ماريا عملها بعد أن جلست لتناول الشاي مع زميلاتها، وهي الآن في طريقها إلى منزل جو، وفي الطريق تمرُّ بالمخبز حتى تأخذ الكعكة التي طلبتها لحفلة الهالوين، وفي المخبز تتفاجئ برجل الكنيسة يداعبها بأسلوب بذيء، ويسأل ما إذا كانت تودُّ شراء كعكة زفاف. تصعد ماريا على متن الترام، وهناك تدخل في محادثة ودية مع رجل مُسِن سكير، وعندما تصل إلى بيت جو تستقبلها عائلته بحفاوة، ولكنَّها تشعر بالحزن والخجل لأنَّها تركت الكعكة في الترام عندما انشغلت بمغازلة الرجل. في داخل المنزل تنضم ماريا إلى لعبة تقليدية في الهالوين، حيث تُعصَب عيني اللاعب ويجب عليه الاختيار عشوائياً بين عدة قطع كل قطعة ترمز إلى معنى خاص، كانت ماريا ترغب في الخاتم، لأنَّه يرمز إلى الزواج، ولكنَّها تحصل على قطعة من الصلصال، يصمت الكُل بعد ذلك لأنَّه هذه القطعة ترمز إلى الموت، ومن ثمَّ يُسمَح لماريا بأن تختار مجدداً، ولكنَّها تفشل مرةً أخرى في الحصول على الخاتم وتحصل هذه المرة على كتاب صلوات، الذي يرمز إلى حياة مهنية روحانية. بعد أن شربت ماريا قليلاً من الكحول بدأت في غناء «الفتاة البوهيمية» من تأليف مايكل بالف. تتلاعب ماريا بالنصوص حتى تتجنَّب الإشارة إلى الجزء المتعلِّق بالخاطبين، وهو ما تفقده ماريا في حياتها، ولا أحد يصحِّحها، وتنتهي القصة بعد ذلك بجو متأثِّراً بغناء ماريا.